# The Isolation Game
The Isolation Game è il quarto album in studio del gruppo musicale melodic death metal italiano Disarmonia Mundi, pubblicato nel 2009.

## Tracce
1. Cypher Drone – 4:29
2. Structural Wound – 3:18
3. Perdition Haze – 4:20
4. Building An Empire of Dust – 4:23
5. Stepchild of Laceration – 5:01
6. The Isolation Game – 4:05
7. Blacklight Rush – 3:47
8. Glimmer – 2:01
9. Ties That Bind – 4:05
10. Losing Ground – 4:14
11. Same Old Nails for a New Messiah – 3:58
12. Digging the Grave of Silence – 4:18
13. Beneath a Colder Sun – 1:25

## Formazione
Gruppo
- Ettore Rigotti - chitarre, basso, batteria, tastiere, voce
- Claudio Ravinale - voce

Ospiti
- Björn "Speed" Strid - voce
- Olof Mörck - chitarra (5,10)
- Antony Hamalainen - voce